# Grande Prêmio Impanis-Van Petegem
O Grande Prêmio Impanis-Van Petegem (oficialmente:Primus Classic Impanis-Van Petegem) é uma corrida de ciclismo de um dia que se disputa na Bélgica.
Criou-se em 2009 como amador e durante esses anos se disputou em meados do mês de maio. Desde 2011 é profissional, disputando em meados do mês de setembro, fazendo parte do UCI Europe Tour, primeiro dentro da categoria 1.2 (última categoria do profissionalismo) e entre 2012 e 2014 dentro da categoria 1.1. Desde 2015 até 2019 a corrida esteve categorizada 1.hc e em 2021 passou a fazer parte do UCI ProSeries como corrida 1.pro.

## Palmarés

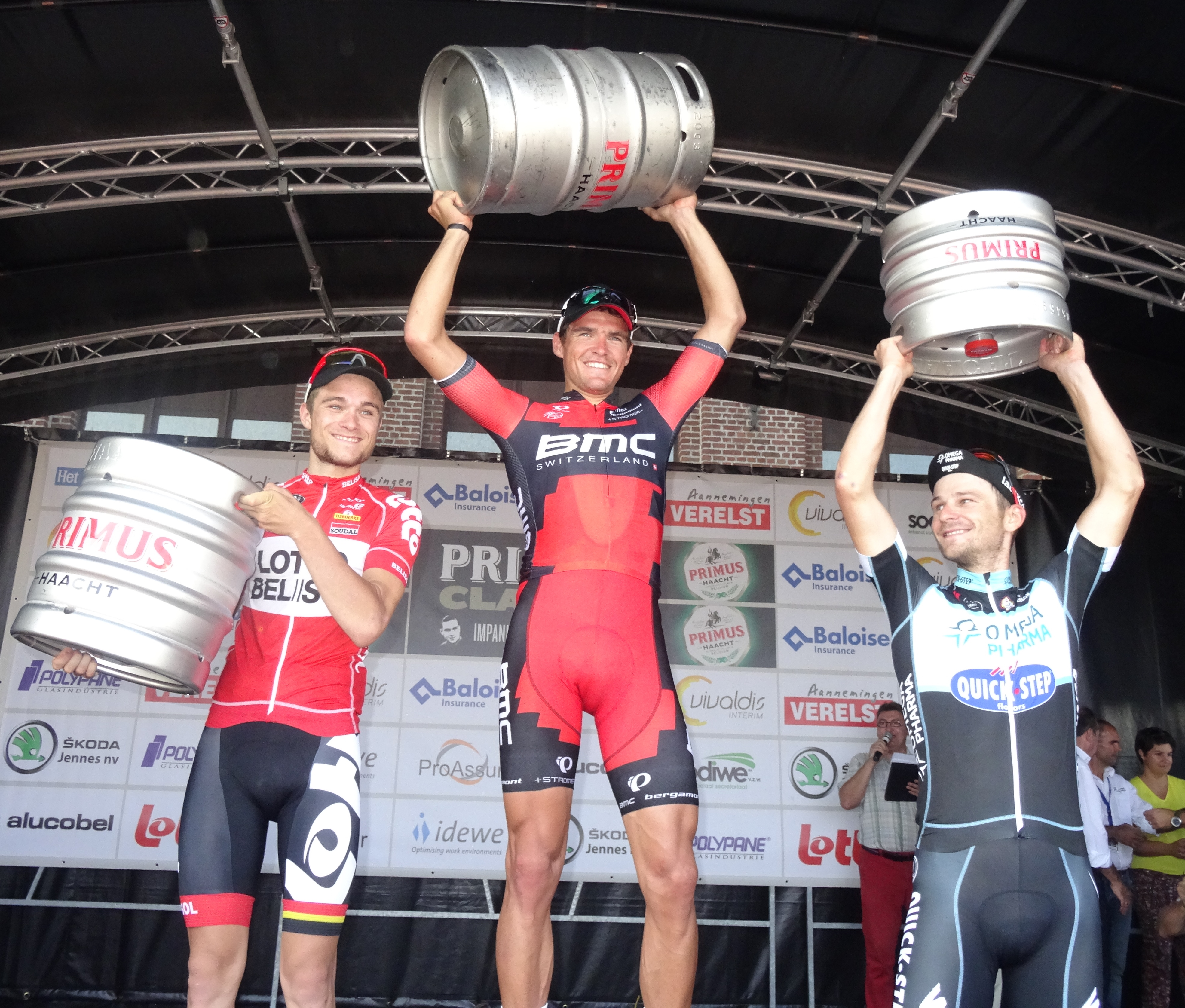
2014 : Tosh Van Der Sande (2), Greg Van Avermaet (1) e Michał Gołaś (3)

### Edições amador
| Ano  | Vencedor          | Segundo        | Terceiro        |
| ---- | ----------------- | -------------- | --------------- |
| 2009 | Maxim Debusschere | Gregory Joseph | Jurgen François |
| 2010 | Joeri Clauwaert   | Jo Maes        | Niels Reynvoet  |

### Edições profissionais
| Ano                                             | Vencedor             | Segundo             | Terceiro            |
| ----------------------------------------------- | -------------------- | ------------------- | ------------------- |
| Grande Prêmio Impanis-Van Petegem               |                      |                     |                     |
| 2011                                            | Sander Cordeel       | Maarten Craeghs     | Kirill Pozdnyakov   |
| 2012                                            | André Greipel        | Kevyn Ista          | Kevin Peeters       |
| 2013                                            | Sep Vanmarcke        | Pieter Weening      | Jérôme Baugnies     |
| 2014                                            | Greg Van Avermaet    | Tosh Van der Sande  | Michał Gołaś        |
| Classic Impanis-Van Petegem                     |                      |                     |                     |
| 2015                                            | Sean De Bie          | Dimitri Claeys      | Floris Gerts        |
| 2016                                            | Fernando Gaviria     | Timothy Dupont      | Maximiliano Richeze |
| 2017                                            | Matteo Trentin       | Jean-Pierre Drucker | André Greipel       |
| 2018                                            | Taco van der Hoorn   | Huub Duyn           | Frederik Frison     |
| 2019                                            | Edward Theuns        | Pascal Ackermann    | Jasper De Buyst     |
| 2020 edição cancelada pela Pandemia de COVID-19 |                      |                     |                     |
| 2021                                            | Florian Sénéchal     | Tosh Van der Sande  | Jasper Stuyven      |
| 2022                                            | Jordi Meeus          | Arnaud Démare       | Max Kanter          |
| 2023                                            | Mathieu van der Poel | Anthony Turgis      | Florian Vermeersch  |
| 2024                                            | Filippo Baroncini    | Rick Pluimers       | Rui Oliveira        |

## Palmarés por países
| País          | Vitórias |
| ------------- | -------- |
| Bélgica       | 8        |
| Alemanha      | 1        |
| Colômbia      | 1        |
| Itália        | 1        |
| Países Baixos | 1        |
| França        | 1        |